# Mantispa similata
Mantispa similata is een insect uit de familie van de Mantispidae, die tot de orde netvleugeligen (Neuroptera) behoort. 
Mantispa similata is voor het eerst wetenschappelijk beschreven door Navás in 1922.